# 烯胺

烯胺的通式。

烯胺（英文：Enamine）是醛或酮与二级胺失水缩合形成的一类不饱和化合物，可看作含氮的烯醇，通式为R2C=CR-NR2，见右图。
若氮上的两个取代基中，有一个为氢，则形成的烯胺与亚胺互为互变异构体；若烯胺氮上没有氢，即成为一个稳定的化合物，类似于烯醇醚。烯胺-亚胺互变异构与酮-烯醇互变异构类似，一般情况下平衡倾向于亚胺一边，但也有少数例外情况（例如苯胺）。
烯胺具有两位反应性，其烷基化反应既可以在碳上发生，也可以在氮上发生，两者为竞争关系。用活泼卤代烷烃（如碘甲烷、烯丙型卤化物、苯甲型卤化物、α-卤代酯等）时，主要发生碳烷基化。

## 合成
烯胺通常用至少具有一个α-氢的酮与一个二级胺在酸（如对甲苯磺酸）催化下制备，并加入强失水剂（如四氯化钛）或分水器共沸使反应进行完全。反应的机理见下图：
常用的二级胺为四氢吡咯、吗啉和六氢吡啶，它们的反应性从左至右递减。不对称酮与二级胺反应，主要生成的是双键碳上取代最少的烯胺，这是因为连在双键碳上的甲基会与四氢吡咯环上的氢互相排斥，降低了产物的稳定性。
烯胺的合成反应是个可逆反应，稀酸作用下，烯胺便水解为酮与二级胺。